# 披针薹草
披针薹草（学名：Carex lancifolia）是莎草科薹草属的植物。其种加词“lancifolia”意为“披针叶的”。中国特有植物。分布在中国大陆的陕西、湖北西部等地，生长于海拔1,500米至2,650米的地区，多生在山坡疏林下，目前尚未由人工引种栽培。